# Los Reyes, Veracruz
Los Reyes là một đô thị thuộc bang Veracruz, México. Năm 2005, dân số của đô thị này là 4835 người.